# Gung Ho (film)
Gung Ho (Gung Ho) è un film del 1986 diretto da Ron Howard, con protagonista Michael Keaton. La storia descrive l'acquisizione di uno stabilimento automobilistico americano da parte di una società giapponese (sebbene il titolo sia un'espressione cinese americanizzata, per "lavoro" e "insieme").
Una serie TV di breve durata basata sul film è stata prodotta nel 1987.

## Trama
Una fabbrica di automobili statunitense si trova sull'orlo della bancarotta; il consiglio di fabbrica decide di inviare un proprio rappresentante in Giappone, per convincere un gruppo di industriali nipponici a rilevarla e salvare i posti di lavoro, nonché l'intera economia della città in cui essa ha sede. Nonostante la passione che anima Hunt Stevenson nel perorare la causa, i manager giapponesi gli riservano un'accoglienza glaciale, rassegnandosi al fallimento dell'azienda, quando invece giunge la notizia che la sua proposta è stata accolta, con la dirigenza del giovane diligente ma sottomesso Oishi.
Dopo l'iniziale entusiasmo, però, cominciano a emergere i problemi causati dallo scontro di due culture apparentemente inconciliabili, quella della dirigenza nipponica, abituata a rigide regole e a un inossidabile spirito di corpo e quella dei rilassati e sindacalizzati operai americani. In un crescendo di situazioni tragicomiche, con Hunt Stevenson incaricato dai Oishi di mantenere i rapporti con la forza lavoro, il tentativo sembra naufragare, tra rivendicazioni salariali da una parte e l'assoluta inflessibilità dei giapponesi, finché da Tokyo non giunge un ultimatum: o verranno prodotte almeno 15 000 auto in un mese, o la fabbrica verrà ceduta ed abbandonata al proprio destino.
È compito di Hunt Stevenson, ormai amico di Oishi, che tra l'incudine e il martello, teme di perdere l'onore, convincere i suoi ormai ex amici a collaborare per dimostrare il loro valore e mantenere in vita la fabbrica. Giunti al giorno della visita del presidente, mancano ancora 1 000 vetture e gli operai tentano il tutto per tutto in una massacrante giornata per sfornare le ultime auto, molte di esse incomplete. Ciononostante il presidente si convince dell'economicità dell'azienda, a dimostrazione che l'unione fa la forza.

## Produzione
La maggior parte del film è stata girata in esterni nell'area di Pittsburgh con scene aggiuntive girate a Tokyo e in Argentina. Il film è infatti ambientato in una cittadina della Pennsylvania, ma gli interni della fabbrica di auto sono state girati nello stabilimento Stellantis (all'epoca Fiat) di El Palomar (Argentina). Si notano degli esemplari di Fiat Regata spacciati per un nuovo modello dell'industria giapponese della storia.
Il personaggio interpretato da Keaton utilizza un Beechcraft 1900, operato da Colgan Air, nel suo viaggio verso il Giappone.

## Distribuzione
Distribuito in Italia con il titolo Gung Ho, il film è stato in seguito intitolato Gung Ho - Arrivano i giapponesi per l'edizione home video.

## Colonna sonora
1. Don't Get Me Wrong – 3:48 – The Pretenders
2. Tuff Enuff – 3:22 – The Fabulous Thunderbirds
3. Breakin' The Ice (Movie Version) – 3:04 – Martha Wash
4. Working Class Man – 3:30 – Jimmy Barnes
5. Can't Wait Another Minute – 4:31 – Five Star
6. We're Not Gonna Take It – 3:38 – Twisted Sister

## Curiosità
La Fiat Regata e la Fiat 147 sono visibili a vari livelli di assemblaggio nello stabilimento.
Gung Ho è stato utilizzato da dirigenti Toyota in Giappone come esempio di errato trattamento della forza lavoro statunitense.